# Konsortium (Künstlergruppe)
Konsortium ist eine deutsche Künstlergruppe, bestehend aus Lars Breuer, Sebastian Freytag und Guido Münch.
Konsortium wurde bekannt durch das Betreiben des gleichnamigen Projektraums in Düsseldorf. Der Ausstellungsraum wurde 2004 von Lars Breuer, Sebastian Freytag, Jan Kämmerling und Guido Münch in Düsseldorf gegründet.
Als Künstlergruppe realisierte Konsortium 2010 erstmals ein gemeinsames Werk. Dies waren zwei Wandgemälde für den Neubau des Museums Folkwang.

## Projektraum
Der Ausstellungsraum Konsortium wurde von 2004 bis 2010 betrieben. Hier stellten in dieser Zeit 94 Künstler aus, die unter anderem aus den Niederlanden, der Schweiz, Australien sowie den USA kamen und in diesen Räumen teilweise ihre erste Einzelausstellung hatten.

## Kuratierte Ausstellungen
Konsortium kuratierte verschiedene Gruppenausstellungen, etwa 2007 Secondary Structures im  KIT in Düsseldorf oder 2014 und 2016 die Ausstellung Dystotal im Pori Art Museum und im Ludwig Forum Aachen.

## Einzelausstellungen (Auswahl)
- 2009: Schwarz, RMIT Gallery, Melbourne
- 2010: Mastercopy, Pori Art Museum
- 2015: Stellen nicht aus Städtische Galerie, Wolfsburg
- 2019: Triumvirat,  Märkisches Museum, Witten

## Gruppenausstellungen (Auswahl)
- 2008: Fusion/Confusion, Museum Folkwang, Essen
- 2008: Vertrautes Terrain, Museum für Neue Kunst (Karlsruhe), Karlsruhe
- 2010: Das Neue Rheinland, Museum Morsbroich, Leverkusen
- 2011: Recollection, Plato Sanat, Istanbul
- 2015: 10th Kaunas Biennial, Kaunas
- 2016: Infinite Loop, Engine House, Wellington
- 2016: Infinite Loop, Justin Art House Museum, Melbourne
- 2018: Brisante Träume, Marta Herford, Herford
- 2025: Nachstellung, Von der Heydt-Museum, Wuppertal